# 星逢ひろ
星逢 ひろ（ほしあい ひろ）は日本の漫画家、イラストレーター。女性。

## 人物
1970年代の8月12日生まれ、福岡県北九州市出身。A型。千葉県に一時期住んでいたが現在は福岡県内に在住。同居人は漫画家、イラストレーターの騎崎サブゼロ。
主に成人向け漫画を執筆し、当初は男性向けジャンルで活動していたが、2000年代以降はショタ系BLへ軸足を移していった。好きな男の子のタイプは〈いじめられっ子をかばう正義感の強い子〉と述べており、自身のショタ作品にそういったキャラクターが多く登場している。
死ぬ際は「布団の中で眠るように死ぬ予定」とのこと。

## 作風
いずれも繊細なストーリーを特徴としており、身体の線も華奢に描かれる事が多い。加えて近年の作品は、目や関節部分などが丸みを帯びた絵柄となっている。
同人活動もしており、『新世紀エヴァンゲリオン』、『デジモンアドベンチャー』など様々な作品を手掛けている。

## 作品リスト

### 漫画
1994年
- 猫と月ラブチェイス

1995年
- 狂ったシンデレラ

1999年
- 終わる世界の空の下（ショタ）

2000年
- 少女喪失

2001年
- 思春期の鼓動

2003年
- 星の降る音（ショタ）
- はじらいピンク
- 少年ヒロイン（ショタ）
- 君を連れていく船（ショタ）

2004年
- 忘れな花畑（ショタ）

2005年
- ぴゅあハニ

2006年
- 仮想体温を抱きしめて（ショタ）
- おとこのこの、そこ。（ショタ）

2007年
- 失恋の国（ショタ）
- 恋人に見えたらいいのに

2012年
- おとこのこの、そこ。-新装版-（ショタ）

### 電子書籍
2013年
- 乱交生徒会! 生搾りエロバトル（BL）
- ヘタレ軍服豹変! 強気エリート逆転エッチ（BL）

### コミカライズ
2024年
- PiXCELLiA Story（原案：PiXCELLiA）

### 表紙
2003年
- しょた・まに。
- 妄想少年 vol.1

2004年
- ヒミツの少年痴戯

2005年
- 少年達の秘めた夜

## メディア作品

### OVA
素敵なショタデイズ シリーズ
COMIC MOVIE1「失恋の国」（2009年11月19日）
- 原作：星逢ひろ「失恋の国」
- 監督：谷田部勝義
- 編集：ナカジマりょう
- サウンドデザイン：Dr.T
- プロデュース：GOLDENBOY
- 協力：松文館
- 発売元：37℃
- 販売元：ソフト・オン・デマンド

### フィギュア
- 少年ポプリクラブ ねこみみ - オリジナル ショタっ子フィギュア（2004年8月）